# Play-in (esportes)
Um torneio de play-in é um tipo de torneio, geralmente jogado no início ou imediatamente antes do torneio principal, dependendo do formato da competição. Em um play-in, os classificados em posições mais baixas (menores seeds) e/ou participantes que obtiveram qualificação condicional para esta fase competem em um mini torneio pela qualificação para a etapa principal (playoffs). Em alguns casos, isso dá uma vantagem adicional para os times classificados diretamente, permitindo-lhes descansar e/ou jogar jogos não eliminatórios, enquanto os times classificados nas últimas posições se estendem jogando em jogos eliminatórios para poderem avançar. Além disso, as equipes que avançam de um play-in geralmente devem começar no torneio principal disputando um jogo contra o(s) time(s) mais bem qualificado(s) do torneio e fora de casa. Ter uma fase play-in permite que um torneio tenha um número de times que não seja uma potência de dois sem que seja necessário conceder byes (folgas) aos melhores times que se classificaram diretamente. Também oferece incentivos extras para a maioria, senão para todas as equipes, já que as equipes de melhor desempenho que, de outra forma, se classificariam diretamente e com relativa rapidez, precisam tentar continuar vencendo, seja pelo direito de jogar um jogo de play-in e/ou para evitar ter que jogar o(s) jogo(s) extra(s), enquanto times que de outra forma seriam eliminados da qualificação final com a mesma rapidez permanecem na disputa por pelo menos uma vaga no play-in.

## Exemplos
- Série de Wild Card da Major League Baseball (jogada desde a temporada de 2012)
- Jogos de Wild Card da National Football League
- Jogos de Wild Card no início dos principais campeonatos canadenses de curling (Scotties Tournament of Hearts e o Tim Hortons Brier, disputados desde 2018)
- Primeira fase do Torneio de basquete masculino da Divisão I da NCAA  (o chamado "First Four")[3]
- Primeira rodada dos playoffs da MLS Cup
- Eliminatórias dos playoffs da Premier League indiana
- Torneio de Play-In da NBA[4]
- Copa da Austrália: As equipes da A-League estão limitadas a 10 participantes nas oitavas de final. As 8 primeiras equipes da liga se classificam, com as duas últimas vagas determinadas por dois jogos play-in separados, disputados entre o 4º e o último lugar contra o último colocado, depois o 2º último e o 3º último um contra o outro.
- Torneio de basquete para sêniores da 97ª temporada da NCAA, torneio único durante a pandemia de COVID-19 nas Filipinas
- Campeonato Mundial de League of Legends, play-in em 2 fases antes das finais - fase de grupos e fase eliminatória[5]